# La Chambre du conseil à l'hôtel de ville d'Amsterdam
La Chambre du conseil à l'hôtel de ville d'Amsterdam est un tableau du peintre de l'âge d'or néerlandais Pieter de Hooch, réalisé entre 1663 et 1665, et conservé au musée Thyssen-Bornemisza, à Madrid.

## Description
La peinture hollandaise du XVIIe siècle s'est démarquée des courants qui influençaient l'Europe en cette période. Sa thématique est influencée par les goûts de la société bourgeoise et représentent des bâtiments publics, comme dans ce tableau.
Modèle évident de la maîtrise du peintre dans la création d'intérieurs très décorés, avec de chaudes tonalités chromatiques, l'œuvre a comme axe le point central dans lequel se trouve un couple contemplant un tableau.